# 아제르바이잔 프리미어리그
아제르바이잔 프리미어리그(Azerbaijan Premier League)는 아제르바이잔의 축구 리그이다. 이 리그는 1992년에 소비에트 연방의 붕괴로 독립을 하게 되면서 만들어졌고 현재 14개 팀이 리그에 참가하고 있으며 리그 종료 후 하위 두 팀은 아제르바이잔 1부 리그로 강등되게 된다. 1부 리그의 상위 두 팀이 승격하게 되고 1부 리그는 두 그룹으로 나뉘어 있는데 각 그룹의 상위 3팀씩 총 6팀이 최종 플레이오프를 펼친다. 그리하여 최종 승격 두 팀을 결정하게 되는 것이고 현재의 아제르바이잔 프리미어리그는 2007년에 아제르바이잔 탑 디비전을 대체하기 위해 만들어졌다.
리그의 팀들은 각 팀마다 홈과 원정에서 각각 두 번씩 경기를 갖게 되어 총 28라운드의 경기를 치르게 된다. 만약 리그 순위에서 승점이 같을 경우 승리 횟수로 비교하고 그 다음은 골득실 그 다음에는 기타 다른 것들로 비교를 하게 된다. 만약 1위 자리를 두고 동점일 경우 승리횟수를 비교하고 그 다음엔 상대전적을 비교하게 된다. 그럼에도 순위가 가려지지 않을 경우에는 플레이오프를 통해 승자를 결정하게 된다.

## 2024-25 시즌 클럽
- 가라바흐 FK
- 게벨레 FK
- 네프치 바쿠
- 사바흐 FK
- 세바일 FK
- 숨가이트 FK
- 지라 FK
- 케슐레 FK

## 같이 보기
- 소비에트 톱리그